# Dinotoperla evansi
Dinotoperla evansi är en bäcksländeart som beskrevs av Douglas E. Kimmins 1951. Dinotoperla evansi ingår i släktet Dinotoperla och familjen Gripopterygidae. Inga underarter finns listade i Catalogue of Life.